# Entwicklungsregion Mittelwest (Nepal)
Die Entwicklungsregion Mittelwest (Nepali मध्य पश्चिमाञ्चल विकास क्षेत्र  Madhya Pashchimānchal Bikās Kshetra) war eine von fünf Entwicklungsregionen in Nepal. 
Sie hatte eine Fläche von 42.378 km² und bestand aus den folgenden Verwaltungszonen: 
- Bheri
- Karnali
- Rapti

Bei der Volkszählung 2011 hatte die Region 3.546.682 Einwohner. Verwaltungssitz war Birendranagar.
Durch die Verfassung vom 20. September 2015 und die daraus resultierende Neugliederung Nepals in Provinzen wurden die Distrikte in dieser Entwicklungsregion den neugeschaffenen Provinzen Nr. 5 und Karnali (anfangs Provinz Nr. 6) zugeordnet.